# S. A. von Rottemburg
S. A. von Rottemburg fue un 
entomólogo germano del siglo XVIII.  Muy poco es lo que conoce sobre la historia de este científico. En los 1770s tuvo contacto con la colección de lepidópteros de Johann Siegfried Hufnagel,  publicando varias obras sobre él.
Describió varias especies:
- Paranthrene tabaniformis
- Hyles gallii
- Thymelicus acteon
- Polyommatus icarus
- Polyommatus semiargus
- Polyommatus icarus
- Polyommatus bellargus
- Brenthis ino
- Euphydryas aurinia
- Melitaea athalia
- Hyponephele lycaon

## Obra
- Rottemburg, S. A. von (1775a): Anmerkungen zu den Hufnagelischen Tabellen der Schmetterlinge. Erste Abtheilung. – Der Naturforscher, 6: 1-34.
- Rottemburg, S. A. von (1775b): Anmerkungen zu den Hufnagelischen Tabellen der Schmetterlinge. Zweyte Abtheilung. – Der Naturforscher, 7: 105-112.
- Rottemburg, S. A. von (1776a): Anmerkungen zu den Hufnagelischen Tabellen der Schmetterlinge. Der dritten Abtheilung erste Classe. – Der Naturforscher, 8: 101-111.
- Rottemburg, S. A. von (1776b): Anmerkungen zu den Hufnagelischen Tabellen der Schmetterlinge. Der dritten Abtheilung zwote Classe. – Der Naturforscher, 9: 111-144.
- Rottemburg, S. A. von (1777): Anmerkungen zu den Hufnagelischen Tabellen der Schmetterlinge. Der dritten Abtheilung dritte Classe. – Der Naturforscher, 11: 63-91.

- Datos: Q67823
- Especies: Siegmund Adrian von Rottemburg